# Ink Exchange - Sortilegi sulla pelle
Ink Exchange - Sortilegi sulla pelle (Ink Exchange) è un romanzo urban fantasy della scrittrice Melissa Marr. Sebbene possa essere considerato la continuazione di Wicked Lovely, tratta una storia parallela, che avrà poi conseguenze nel terzo romanzo, Fragile Eternity.

## Trama
Il prologo richiama una scena di Wicked Lovely in cui Leslie entra al negozio di tatuaggi insieme ad Irial, re della Corte del Buio, narrato dal punto di vista di Irial. Il capitolo successivo sposta però l'attenzione su Leslie che si sente trascurata dal padre alcolizzato e dal fratello tossicodipendente Ren. A scuola incontra l'amica Aislinn, protagonista di Wicked Lovely, che sembra essersi adattata bene alla sua nuova vita di Regina dell'Estate. Leslie si dimostra sospettosa. In seguito si reca al negozio di tatuaggi e si sente obbligata a sceglierne uno che rappresenta due occhi circondati da ali, che si scopre essere il simbolo di Irial.
Il punto di vista cambia nuovamente, concentrandosi su Irial: la Corte del Buio ha bisogno di essere nutrita di emozioni negative (rabbia, odio, dolore) per sopravvivere e la soluzione del Re consiste nel fare uno scambio di sangue con un mortale. Le lacrime ed il sangue della Corte del Buio saranno usati per disegnare il tatuaggio sulla pelle di Leslie, che verrà inconsapevolmente connessa ad Irial, permettendogli di attingere alle sue emozioni e sfamare la sua corte.
Quando Leslie inizia a farsi tatuare, Irial sviluppa un certo interesse nei suoi confronti, ma Aislinn cerca di impedirglielo. Allo stesso tempo, anche Niall si sta innamorando, anche se Aislinn gli ha proibito di interagire troppo con lei, perché vorrebbe tenerla il più lontano possibile dal mondo fatato. Niall è un essere fatato conosciuto come Gancanagh, una creatura praticamente irresistibile per i mortali, e in seguito ad alcuni screzi con Irial ha giurato fedeltà alla Corte dell'Estate.
Quando il tatuaggio di Leslie è completo, Irial la porta via con sé, mentre Niall lascia la Corte dell'Estate in quanto ha scoperto che Keenan lo stava usando per scoprire altre notizie sulla Corte del Buio. Niall e Leslie si incontrano e lui le rivela che c'è un modo per rompere il collegamento tra lei ed Irial, nel caso lo volesse. Quando Leslie scopre che Irial sta uccidendo altri mortali per tenere in vita lei, accetta l'offerta di Niall, che quindi si fa aiutare dalle Regine dell'Estate e dell'Inverno per bruciare e congelare il tatuaggio.
In seguito, sia Irial che Niall lasciano perdere Leslie in modo che possa avere una normale vita mortale. Irial poi cede il suo trono a Niall, che lo accetta e gli giura fedeltà.

## Edizioni
- Melissa Marr, Ink Exchange - Sortilegi sulla pelle, traduzione di Lucia Olivieri, collana Lain, Fazi Editore, 2008,  p. 328, ISBN 978-88-7625-047-7.